# Senschenhöhe
Senschenhöhe ist ein Ortsteil der Gemeinde Much im Rhein-Sieg-Kreis. 

## Lage
Senschenhöhe liegt auf den Hängen des Bergischen Landes an der Landesstraße 224. Nachbarorte sind Wohlfarth im Osten, Feld im Süden und Kranüchel im Westen.

## Einwohner
1901 hatte das Gehöft 30 Einwohner. Haushaltsvorstände waren Schneider Joh. Peter Heimann, Maurer Heinrich Krämer, Ackerer Friedrich Wilhelm Steinsträßer und Ackerin Witwe Johann Steinsträßer.

## Geschichte
Senschenhöhe wurde erstmals 1454 als zu Kreuzkapelle gehörende Ortschaft genannt. Der Name lautete bis ins 15. Jahrhundert Welpshoe, ehe die namensgebenden Bewohner aus dem „Saynischen“ (Herrschaft Homburg) zuzogen.